# Lordiphosa penicula
Lordiphosa penicula är en tvåvingeart som först beskrevs av Toyohi Okada 1984.  Lordiphosa penicula ingår i släktet Lordiphosa och familjen daggflugor. Inga underarter finns listade i Catalogue of Life.